# Rugby Rovigo 2003-2004

## Super 10 2003-04

### Stagione regolare
| Incontro            | Andata | Ritorno |
| ------------------- | ------ | ------- |
| Petrarca — Rovigo   | 32-30  | 3-19    |
| Rovigo — Parma      | 21-33  | 10-37   |
| Viadana — Rovigo    | 32-15  | 11-52   |
| Rovigo — Calvisano  | 13-6   | 26-33   |
| L’Aquila — Rovigo   | 25-29  | 8-47    |
| Rovigo — GRAN Parma | 32-19  | 16-18   |
| Rugby Roma — Rovigo | 32-28  | 10-45   |
| Leonessa — Rovigo   | 27-14  | 30-37   |
| Rovigo — Benetton   | 38-43  | 15-33   |

#### Risultati della stagione regolare
| Posizione | G  | V | N | P  | PF  | PS  | DP  | B  | Pt |
| --------- | -- | - | - | -- | --- | --- | --- | -- | -- |
| 5ª        | 18 | 8 | 0 | 10 | 487 | 432 | +55 | 11 | 43 |

## Coppa Italia 2003-04

### Prima fase
| Incontro            | Andata | Ritorno |
| ------------------- | ------ | ------- |
| Calvisano — Rovigo  | 47-26  | 24-29   |
| Rovigo — Viadana    | 18-36  | 12-39   |
| Leonessa — Rovigo   | 20-19  | 3-20    |
| Rovigo — GRAN Parma | 17-29  | 27-28   |

#### Risultati della prima fase
| Posizione | G | V | N | P | PF  | PS  | DP  | B | Pt |
| --------- | - | - | - | - | --- | --- | --- | - | -- |
| 4ª        | 8 | 2 | 0 | 6 | 168 | 227 | -59 | 2 | 10 |

## European Challenge Cup 2003-04

### Turno preliminare
| Incontro         | Andata | Ritorno |
| ---------------- | ------ | ------- |
| Rovigo — Castres | 14-53  | 10-75   |

## European Shield 2003-04

### Ottavi di finale
| Incontro             | Andata | Ritorno |
| -------------------- | ------ | ------- |
| Rovigo — El Salvador | 48-13  | 24-40   |

### Quarti di finale
| Incontro       | Andata | Ritorno |
| -------------- | ------ | ------- |
| Parma — Rovigo | 29-10  | 20-24   |

## Verdetti
- Rovigo qualificato alla European Challenge Cup 2004-05.